# Sonic Adventure
Sonic Adventure (ソニックアドベンチャー, Sonikku Adobenchā) is een computerspel van Sonic Team. Het werd door Sega in Japan uitgebracht op 23 december 1998 voor de Sega Dreamcast. De uiteindelijke geüpdatete editie, bekend als Sonic Adventure International, verscheen op 9 september 1999 in Noord-Amerika, 14 oktober in Japan en Europa, 18 oktober in de Benelux, en 31 december in Australië.
Sonic Adventure was een van de spellen die de verkoop van Sega's nieuwe Dreamcast vooruit stuwden. Tegen eind januari 1999 waren in Japan 500.000 Dreamcasts verkocht; Sonic Adventure bleek bij de start een killerapplicatie voor de Dreamcast, met enkel in de korte kerstperiode reeds 270.030 verkochte exemplaren. Het spel werd uiteindelijk het best verkochte spel op de Dreamcast.

## Productie
Dit spel was het eerst volledige 3D-spel in de Sonic the Hedgehog-serie (buiten het geannuleerde Sonic X-Treme voor Sega Saturn). De graphics van het spel werden algemeen gezien als de betere in dat genre bij moment van verschijnen. Sonic Adventure was een van de eerste titels die verschenen voor de Sega Dreamcast, en was het eerste "echte" spel met Sonic, geproduceerd door Sonic Team, sinds Sonic & Knuckles in 1994. Het werd door de fans gezien als een grote comeback voor Sonic, na een reeks minder succesvolle spellen uit de periode 1995-1997.
Sonic Adventure werd heruitgebracht voor de Nintendo GameCube met de titel Sonic Adventure DX: Director's Cut in juni 2003 en er verscheen ook een versie voor de pc op cd-rom.

## Platforms
| Jaar | Platform                    |
| ---- | --------------------------- |
| 1998 | Dreamcast                   |
| 2003 | GameCube, Microsoft Windows |
| 2010 | PlayStation 3, Xbox 360     |

- In 2003 werd een verbeterde versie uitgegeven voor de Gamecube en Microsoft Windows onder de naam Sonic Adventure DX: Director's Cut.
- In de herfst van 2010 kwam het spel beschikbaar voor de Xbox Live Arcade.
- Op 15 september 2010 werd het spel uitgebracht voor de PlayStation Network.
- Op 4 maart 2011 werd het Sonic Adventure DX opnieuw voor Windows uitgebracht maar ditmaal als download.

## Ontvangst
| Beoordeeld door          | Platform      | Jaar | Score |
| ------------------------ | ------------- | ---- | ----- |
| Super Play               | Dreamcast     | 1999 | 95%   |
| Freak                    | Dreamcast     | 1999 | 95%   |
| VicioJuegos.com          | Dreamcast     | 2006 | 92%   |
| Video Games              | Dreamcast     | 1999 | 92%   |
| GameSpot                 | Dreamcast     | 1998 | 92%   |
| Planet Dreamcast         | Dreamcast     | 1999 | 90%   |
| The Next Level           | Dreamcast     | 1999 | 83%   |
| The Video Game Critic    | Dreamcast     | 1999 | 83%   |
| SEGA-Mag (Objectif-SEGA) | PlayStation 3 | 2010 | 80%   |
| Retroage                 | Dreamcast     | 2010 | 77%   |

## Trivia
- Het spel is opgenomen in het boek 1001 Video Games You Must Play Before You Die van Tony Mott.